# 森八三一
森 八三一（もり やそいち、1899年（明治32年）8月31日 - 1990年（平成2年）6月9日）は、日本の政治家。参議院議員（4期）。参議院副議長（第12代）。

## 経歴
1917年（大正6年）愛知県立農林学校（現愛知県立安城農林高等学校）卒業。栃木県産組課長、中川農業協同組合組合長、全国購買農協連合会農産課長及び常務理事、日本藁工芸品統制常勤理事、全国農業会農産局長、全国農業協同組合連合会参事を歴任し、1950年（昭和25年）第2回参議院議員通常選挙で全国区から立候補し、初当選（無所属）、以降4期務める。
1954年（昭和29年）参議院農林委員長、1971年（昭和46年）参議院副議長。1972年（昭和47年）春の叙勲で勲一等瑞宝章受章。
1983年（昭和58年）春の叙勲で勲一等旭日大綬章受章。
1990年（平成2年）6月9日死去、90歳。死没日をもって正六位から正三位に叙される。
1957年（昭和32年）愛知県農業協同組合中央会会長、1965年（昭和40年）全国農業協同組合中央会会長も歴任した。 

## 選挙歴
| 当落                        | 選挙                    | 施行日       | 選挙区 | 政党         | 得票数  | 得票率 | 得票順位 /候補者数 | 比例区 | 比例順位 /候補者数 |
| --------------------------- | ----------------------- | ------------ | ------ | ------------ | ------- | ------ | ------------------ | ------ | ------------------ |
| 当                          | 第2回参議院議員通常選挙 | 1950年6月4日 | 全国区 | 無所属       | 150,244 |        | 50/？              | -      | -                  |
| 当                          | 第4回参議院議員通常選挙 | 1956年7月8日 | 全国区 | 緑風会       | 259,010 |        | 46/150             | -      | -                  |
| 当                          | 第6回参議院議員通常選挙 | 1962年7月1日 | 全国区 | 参議院同志会 | 536,727 |        | 19/107             | -      | -                  |
| 当                          | 第8回参議院議員通常選挙 | 1968年7月7日 | 全国区 | 自由民主党   | 728,152 |        | 19/93              | -      | -                  |
| 当選回数4回 （参議院議員4） |                         |              |        |              |         |        |                    |        |                    |